# Zr.Ms. Amsterdam (1853)
De Zr.Ms. Amsterdam was een Nederlands raderstoomschip 1ste klasse van 1529 ton met een bewapening van acht kanonnen, vernoemd naar de stad Amsterdam. Het schip nam in 1864 deel aan de actie in de Straat van Shinoneseki tegen Japan onder leiding van kapitein-luitenant ter zee "J.P.G. Muller". In 1868 nam het schip deel aan de actie tegen Bali. Het schip heeft van 1853 tot 1872 dienstgedaan bij de Nederlandse marine.